# Violett Beane
Violett Beane (St. Petersburg, 18 maggio 1996) è un'attrice statunitense. 
Ha interpretato Jesse Wells / Jesse Quick in The Flash, così come Markie Cameron nel film horror del 2018 Truth or Dare. Dal 2018 al 2020, ha interpretato il ruolo di Cara Bloom nella serie televisiva della CBS God Friended Me.

## Biografia
Beane è nata a St. Petersburg (Florida). A dieci anni si trasferisce ad Austin, in Texas, dove è cresciuta e che considera la sua città natale. Dopo essersi trasferita ad Austin, Beane si innamorò dello spettacolo e studiò teatro durante le scuole medie e superiori. Anche se Beane desiderava fare l'attrice terminati gli studi, fu solo al suo ultimo anno di liceo che si concentrò nella recitazione professionale e trovò anche un agente ad Austin. 
Beane è stata cresciuta dai suoi genitori come quacchera, come menzionò nell'intervista su ONTVtoday: "Sono stata cresciuta Quacchera, e sono andata alle riunioni ogni domenica per la maggior parte della mia infanzia". 
Beane è vegana e ha posato nuda per PETA a sostegno di quello stile di vita. Beane attualmente risiede a New York per girare la sua serie God Friended Me.

## Filmografia

### Attrice

#### Cinema
- Tower, regia di Keith Maitland (2016)
- Slash, regia di Clay Liford (2016)
- Obbligo o verità (Truth or Dare), regia di Jeff Wadlow (2018)
- Flay, regia di Eric Pham (2019)
- Drop - Accetta o rifiuta (Drop), regia di Christopher Landon (2025)

#### Televisione
- The Leftovers - Svaniti nel nulla (The Leftovers) – serie TV, 5 episodi (2015)
- The Flash – serie TV, 21 episodi (2015-2018)
- Chicago P.D. – serie TV, episodio 4x06 (2016)
- The Resident – serie TV, 8 episodi (2018)
- Legends of Tomorrow – serie TV, episodio 3x15 (2018)
- God Friended Me – serie TV, 42 episodi (2018-2020)
- Morte e Altri Dettagli – serie TV, 10 episodi (2024)

#### Cortometraggi
- Eyelid Kid - Rosegøld, regia di Violett Beane e Paul Grant (2018)
- Investigator Ally PSA, regia di Nik Tyler (2020)

### Regista
- Eyelid Kid - Rosegøld (2018)

## Doppiatrici italiane
Nelle versioni in italiano delle opere in cui ha recitato, Violett Beane è stata doppiata:
- Veronica Puccio in The Resident, God Friended Me, Drop - Accetta o rifiuta
- Erica Necci in The Flash, Legends of Tomorrow
- Luisa D'Aprile in Countdown